# Binzgen
Binzgen (früher Büntzkon) ist ein Stadtteil der Stadt Laufenburg (Baden) im Landkreis Waldshut in Baden-Württemberg.
Aufgrund der Gebietsreform in Baden-Württemberg wurde Binzgen am 1. Mai 1972 ein Stadtteil der Stadt Laufenburg (Baden).

## Geografie
Das landeskundliche Informationssystem für Baden-Württemberg beschreibt Binzgen als ein „Unregelmäßiges, wenig verdichtetes Straßendorf“.
Zur ehemaligen Gemeinde Binzgen gehören das Dorf Binzgen, die Zinken Bühl, Diegeringer Mühle, Gaisbühl, Hammer, Hochrütte (Bürlishäuser) und Loch (Binzger Loch), das Gehöft Mittlerholz und die Häuser Hinterfeld (Rohr) und Spechtenhof (Rappenstein). Binzgen liegt nördlich von Laufenburg (Baden). Die Todtmooser Straße führt südlich nach Laufenburg (Baden), die Binzger Straße westlich nach Niederhof, die K6542 östlich nach Rotzel und Hochsal und die K6543 nördlich nach Oberhof.
Durch den Ort fließt der Enzenbach, der auch in Binzgen entspringt, sowie die Hänner Wuhr, entspringend aus dem Schreibebach, die direkt in den Rhein mündet.

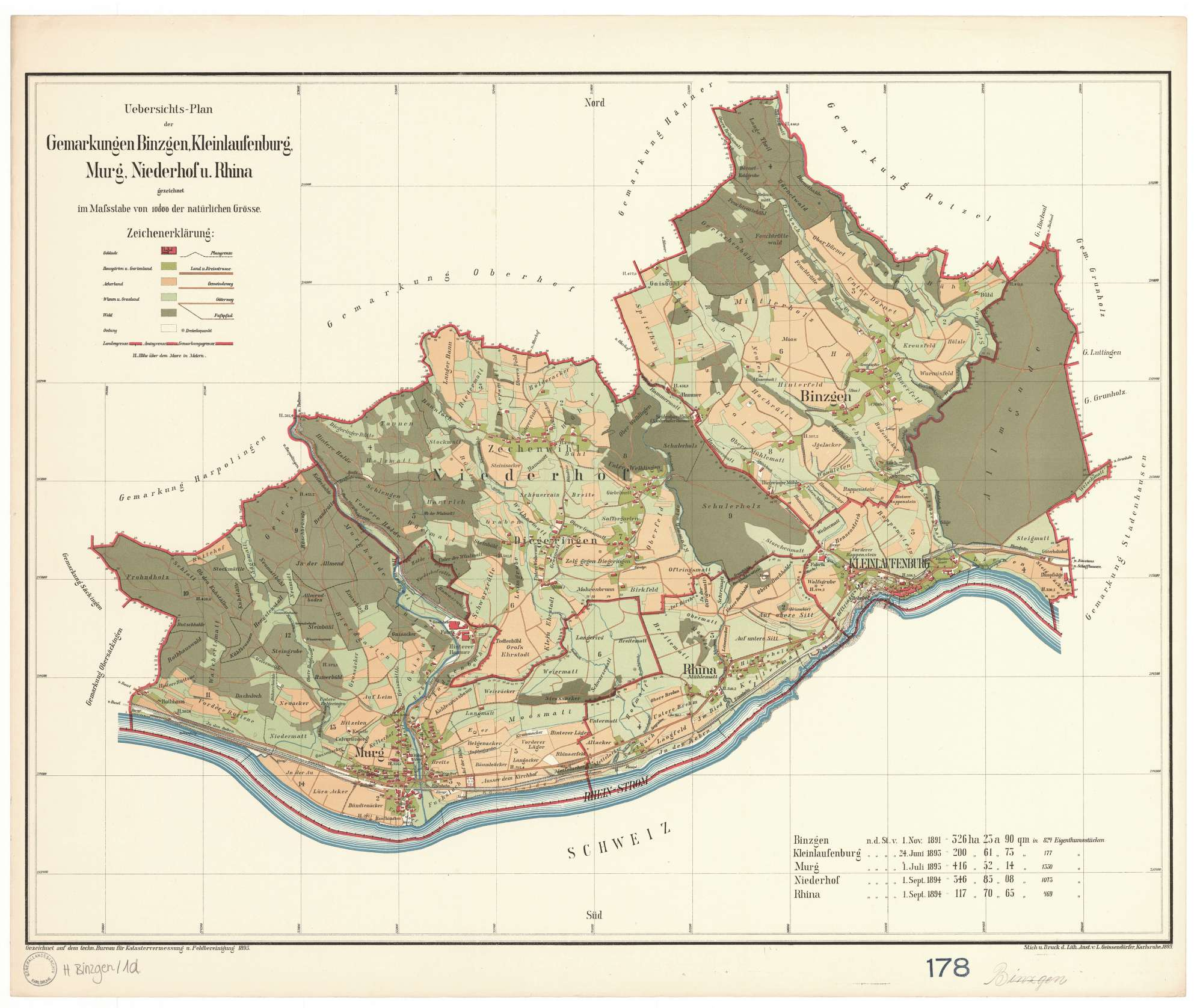
Gemarkung Binzgen, Kleinlaufenburg, Murg, Niederhof und Rhina 1895

## Geschichte
Der Ort wurde 1344 erstmals unter dem Namen Büntzkon erwähnt. Binzgen gehörte zum österreichischen Waldvogteiamt in der Herrschaft Hauenstein (Einung Murg). Die Niedergerichtsbarkeit übte der Einungsmeister der Einung Murg aus. Binzgen kam 1805 (siehe Frieden von Pressburg) an Baden bzw. Oberamt Waldshut, 1809 an das Oberamt Laufenburg, 1819 vom Bezirksamt Säckingen zum Bezirksamt Waldshut und 1936 an das Bezirksamt/Landkreis Säckingen.
Im Mittelalter wurde auch am „Hännerwuhr“ in mehreren Schmelzöfen und Hammerschmieden Eisen bearbeitet. Binzgen wurde am 1. Mai 1972 zur Stadt Laufenburg eingemeindet. Bei der Eingemeindung zählte Binzgen 885 Einwohner. In den letzten Jahrzehnten sind in Binzgen ausgedehnte Wohnbaugebiete erschlossen worden.

## Wappen
In Silber auf grünem Schildfuß vor dem Stamm einer grünen Tanne zwei schräggekreuzte Sensen mit blauem Blatt und schwarzem Stiel.
Die Tanne steht für die Zugehörigkeit zur Grafschaft Hauenstein. Die Sensen stehen für die Landwirtschaft als Haupternährungsquelle. Annahme des vom Generallandesarchiv vorgeschlagenen Wappens war 1902.

## Kapelle und Religion
In der Mitte des Dorfes steht die Kapelle St. Fridolin, erbaut 1754.

## Sonstiges
Folgendes Videomaterial ist aus der DVD „Zauberhaftes Laufenburg“ bzgl. Binzgen vorhanden.